# AGEL Open 2022 - Doppio
Sania Mirza e Zhang Shuai erano le campionesse in carica, ma hanno deciso di non prendere parte a questa edizione del torneo.
In finale Caty McNally e Alycia Parks hanno sconfitto Alicja Rosolska e Erin Routliffe con il punteggio di 6-3, 6-2.

## Teste di serie
1. Desirae Krawczyk /  Demi Schuurs (quarti di finale)
2. Anna Danilina /  Beatriz Haddad Maia (semifinale)

1. Alicja Rosolska /  Erin Routliffe (finale)
2. Kirsten Flipkens /  Laura Siegemund (semifinale)

## Wildcard
1. Nikola Bartůňková /  Barbora Palicová (quarti di finale)

## Tabellone

### Legenda
| - Q = Qualificato - WC = Wild card - LL = Lucky loser | - ALT = Alternate - SE = Special Exempt - PR = Protected Ranking | - w/o = Walkover - r = Ritirato - d = Squalificato |

|  | Primo turno | Primo turno                  | Primo turno                  | Primo turno | Primo turno |  |  | Quarti di finale | Quarti di finale         | Quarti di finale         | Quarti di finale         | Quarti di finale         |   |     | Semifinali | Semifinali                | Semifinali                | Semifinali                     | Semifinali                     |   |   | Finale | Finale | Finale | Finale | Finale |  |
|  |             |                              |                              |             |             |  |  |                  |                          |                          |                          |                          |   |     |            |                           |                           |                                |                                |   |   |        |        |        |        |        |  |
|  | 1           | D Krawczyk D Schuurs         | D Krawczyk D Schuurs         | 6           | 6           |  |  |                  |                          |                          |                          |                          |   |     |            |                           |                           |                                |                                |   |   |        |        |        |        |        |  |
|  |             | A-L Friedsam V Heisen        | A-L Friedsam V Heisen        | 3           | 4           |  |  | 1                | D Krawczyk D Schuurs     | D Krawczyk D Schuurs     | 1                        | 2                        |   |     |            |                           |                           |                                |                                |   |   |        |        |        |        |        |  |
|  |             | C McNally A Parks            | C McNally A Parks            | 6           | 6           |  |  |                  | C McNally A Parks        | C McNally A Parks        | 6                        | 6                        |   |     |            |                           |                           |                                |                                |   |   |        |        |        |        |        |  |
|  |             | L Hradecká L Nosková         | L Hradecká L Nosková         | 4           | 3           |  |  |                  |                          |                          |                          |                          |   |     |            | C McNally A Parks         | 4                         | 6                              | [10]                           |   |   |        |        |        |        |        |  |
|  | 4           | K Flipkens L Siegemund       | K Flipkens L Siegemund       | 6           | 6           |  |  |                  |                          | 4                        | K Flipkens L Siegemund   | 6                        | 1 | [7] |            |                           |                           |                                |                                |   |   |        |        |        |        |        |  |
|  |             | A Bondár K Zimmermann        | A Bondár K Zimmermann        | 4           | 2           |  |  | 4                | K Flipkens L Siegemund   | K Flipkens L Siegemund   | 6                        | 6                        |   |     |            |                           |                           |                                |                                |   |   |        |        |        |        |        |  |
|  |             | U Eikeri T Mihalíková        | 6                            | 2           | [10]        |  |  |                  | U Eikeri T Mihalíková    | U Eikeri T Mihalíková    | 4                        | 3                        |   |     |            |                           |                           |                                |                                |   |   |        |        |        |        |        |  |
|  |             | A Gabueva A Zacharova        | 4                            | 6           | [8]         |  |  |                  |                          |                          |                          |                          |   |     |            | Caty McNally Alycia Parks | Caty McNally Alycia Parks | 6                              | 6                              |   |   |        |        |        |        |        |  |
|  |             | A Barnett O Nicholls         | 6                            | 4           | [10]        |  |  |                  |                          |                          |                          |                          |   |     |            |                           | 3                         | Alicja Rosolska Erin Routliffe | Alicja Rosolska Erin Routliffe | 3 | 2 |        |        |        |        |        |  |
|  |             | G García Pérez I Neel        | 3                            | 6           | [4]         |  |  |                  | A Barnett O Nicholls     | A Barnett O Nicholls     | 1                        | 2                        |   |     |            |                           |                           |                                |                                |   |   |        |        |        |        |        |  |
|  |             | O Kalašnikova P Kania-Choduń | O Kalašnikova P Kania-Choduń | 4           | 3           |  |  | 3                | A Rosolska E Routliffe   | A Rosolska E Routliffe   | 6                        | 6                        |   |     |            |                           |                           |                                |                                |   |   |        |        |        |        |        |  |
|  | 3           | A Rosolska E Routliffe       | A Rosolska E Routliffe       | 6           | 6           |  |  |                  |                          |                          |                          |                          |   |     | 3          | A Rosolska E Routliffe    | A Rosolska E Routliffe    | 6                              | 6                              |   |   |        |        |        |        |        |  |
|  |             | N Dzalamidze A Panova        | N Dzalamidze A Panova        | 64          | 4           |  |  |                  |                          | 2                        | A Danilina B Haddad Maia | A Danilina B Haddad Maia | 4 | 2   |            |                           |                           |                                |                                |   |   |        |        |        |        |        |  |
|  | WC          | N Bartůňková B Palicová      | N Bartůňková B Palicová      | 7           | 6           |  |  | WC               | N Bartůňková B Palicová  | N Bartůňková B Palicová  | 64                       | 3                        |   |     |            |                           |                           |                                |                                |   |   |        |        |        |        |        |  |
|  |             | R Voráčová Xiy Wang          | R Voráčová Xiy Wang          | 2           | 5           |  |  | 2                | A Danilina B Haddad Maia | A Danilina B Haddad Maia | 7                        | 6                        |   |     |            |                           |                           |                                |                                |   |   |        |        |        |        |        |  |
|  | 2           | A Danilina B Haddad Maia     | A Danilina B Haddad Maia     | 6           | 7           |  |  |                  |                          |                          |                          |                          |   |     |            |                           |                           |                                |                                |   |   |        |        |        |        |        |  |